# غيلان رامز
جيلان محمود رامز (يناير 1933 - أبريل 2004) عالمٌ سياسي وايضاً سياسي بارز من العراق . حيث عمل كسفيراً للعراق في الأمم المتحدة وهو أحد الأكاديميين القلائل الذين حصلوا على درجات علمية من جامعات هارفارد وبرينستون وأكسفورد.

## سيرة
من مواليد بغداد ، العراق. كان والدهُ ضابطاً في الجيش العثماني ، وكان عضواً في مجلس النواب في بغداد. توفي في بغداد عام 2004 اثر انفجار قنبلة.

## تعليم
درسة جيلان في مصر ،ليصبح جزءًا من الجيل الأول من العراقيين الذين تلقوا تعليمهم في الخارج.
- بكالوريوس في القانون من جامعة برينستون سنة 1958.
- ماجستير في جامعة هارفارد.
- حصل على درجة الدكتوراه في الفلسفة من جامعة أكسفورد عام 1973.[3]

## المسيرة المهنية
انتخب عام 1980 رئيساً للجنة الخاصة التابعة للأمم المتحدة المعنية بتعزيز فعالية مبدأ عدم استخدام القوة في العلاقات الدولية. درسةْ العلوم السياسية في العديد من الجامعات منها الأردن وماليزيا والعراق.
كان أستاذاً للسياسة الدولية والدبلوماسية في الجامعة الإسلامية العالمية في ماليزيامن عام 1993 إلى عام 2000 .
عمل أستاذاً للعلاقات الدولية في جامعة بغداد ، قبل ان يتوفى في عام 2004.
وكان معلقًا منتظمًا في وسائل الإعلام الدولية أثناء الحرب العراقية. حيث نُشر كتابه "العملية السياسية ومستقبل العالم الإسلامي" في ماليزيا عام 2000.